# Акулы (фильм)
«Акулы» (англ. Shark Attack) — фильм 1999 года.

## Сюжет
Стивен Макрай (Каспер Ван Дьен), морской биолог, отправляется в Африканскую рыбацкую деревню, чтобы расследовать ряд случаев нападения акул.

## В ролях
- Каспер Ван Дьен — Стивен Макрай
- Эрни Хадсон — Лоуренс Родес
- Дженни МакШейн — Коринн Дэсантис
- Бэнтли Митчум — Доктор Майлз Крейвен
- Тони Капрари — Мани
- Пол Дитчфилд — Профессор Букман
- Симо Маваз — Танка
- Корделл МакКвин — Марк Дэсантис
- Уилли — Капитан корабля
- Антон Деккер — Ян
- Джейкоб Макгоба — Полицейский
- Дэйв Ридли — Мистер Хэкер
- Крис Олли — Шеф полиции

## Сиквелы
В продолжение фильма выпущены три фильма: Акулы 2 (2001), Акулы 3: Мегалодон (2002) и Акула Юрского периода (2003).